# Bytomir
Bytomir – staropolskie imię męskie. Składa się z członów: Byto- („być, istnieć, żyć” lub też „mienie, własność”) i -mir („pokój, spokój, dobro”). Mogło oznaczać „tego, który żył w pokoju”.